# Kamensk (Burjatien)
Kamensk (russisch Ка́менск; burjatisch Хаамин, Chaamin) ist eine Siedlung städtischen Typs in der Republik Burjatien (Russland) mit 7160 Einwohnern (Stand 14. Oktober 2010).

## Geographie
Der Ort liegt gut 70 km Luftlinie westnordwestlich der Republikhauptstadt Ulan-Ude am nördlichen Fuß des Chamar-Daban-Gebirges. Er befindet sich etwa 10 km vom linken Ufer der Selenga und gut 25 km vom Ostufer des Baikalsees entfernt.
Kamensk gehört zum Rajon Kabanski und ist von dessen Verwaltungssitz Kabansk knapp 10 km in südwestlicher Richtung entfernt. Es ist Sitz der Stadtgemeinde Kamenskoje gorodskoje posselenije, zu der neben der Siedlung Kamensk noch das Dorf Timljui und die Siedlung Gorny gehören.

## Geschichte
Der Ort entstand in den 1940er-Jahren im Zusammenhang mit dem Bau einer Zementfabrik. Am 5. Oktober 1949 erhielt er den Namen Kamensk und den Status einer Siedlung städtischen Typs.

### Bevölkerungsentwicklung
| Jahr | Einwohner |
| ---- | --------- |
| 1959 | 8947      |
| 1970 | 8525      |
| 1979 | 7741      |
| 1989 | 9088      |
| 2002 | 8113      |
| 2010 | 7160      |

Anmerkung: Volkszählungsdaten

## Verkehr
Nördlich an Kamensk führt die Transsibirische Eisenbahn vorbei; knapp 3 km nordöstlich des Ortszentrums befindet sich bei Streckenkilometer 5543 ab Moskau die Station Timljui. Der Bahnstrecke folgt dort nördlich die Fernstraße M55, die Irkutsk mit Tschita verbindet und Teil der transkontinentalen Straßenverbindung ist.